# ردیف تصویرسازی گرادیان اکو

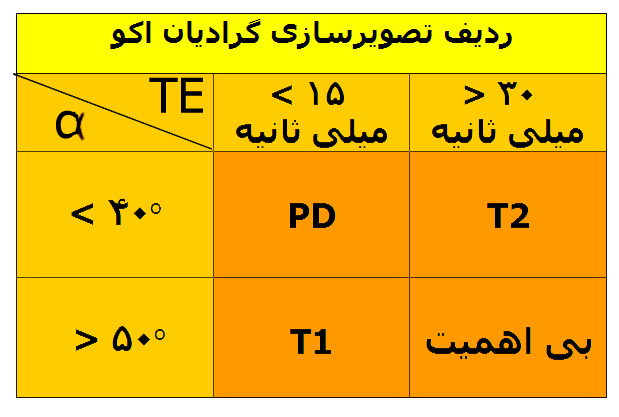
گزینه‌های زاویه تکان و TE در ردیف تصویرسازی گرادیان اکو

ردیف تصویرسازی گرادیان اکو (به انگلیسی: Gradient Echo Pulse Sequence) نوعی ردیف ضربانی در ام آر آی است. در این ردیف ضربانی، اکو توسط گرادیان‌های میدان مغناطیسی تولید می‌شود.